# ماکاروفسکویه (داغستان)
ماکاروفسکویه (به لاتین: Makarovskoye) یک منطقهٔ مسکونی در روسیه است که در شهرستان کیزلیارسکی واقع شده‌است.